# 韦集镇
韦集镇，是中华人民共和国安徽省宿州市灵璧县下辖的一个乡镇级行政单位。

## 行政区划
韦集镇下辖以下地区：
陈园村、丁李村、金银山村、韦集村、陈圩村、徐圩村、戴家村、杨马村、双龙村、垓下村、藕庄村、永久村、双圩村和幸福村。